# Rondizzoni (estación)
Rondizzoni es una estación ferroviaria que forma parte de la Línea 2 del Metro de Santiago de Chile. Se encuentra en trinchera entre las estaciones Parque O'Higgins y Franklin, al centro de la Autopista Central, siendo su único acceso el ubicado en el paso elevado de la avenida Rondizzoni por sobre la mencionada autopista. Está en la comuna de Santiago.

## Historia
La estación fue inaugurada el 31 de marzo de 1978 como parte de la primera etapa de la Línea 2. El 13 de junio de 2000 la estación sufrió una inundación producto de las intensas lluvias ocurridas durante la madrugada; el agua ingresó por los andenes y afectó también la zona de las vías entre Rondizzoni y Franklin producto del desborde del Zanjón de la Aguada.
Como parte de la operación expresa del Metro de Santiago, Rondizzoni inicialmente era una Estación Común, pasando el 25 de septiembre de 2017 a ser una detención solo de la Ruta Verde.
Producto de los daños ocurridos en la red del Metro de Santiago por el estallido social iniciado el 18 de octubre de 2019, la estación Rondizzoni estuvo cerrada entre el 19 y el 25 del mismo mes.

## Entorno y características
Ostenta un flujo regular de pasajeros, el que se vio incrementado con la apertura del Centro de Justicia de Santiago (CJS) el 16 de junio de 2005. El CJS es el recinto judicial más grande de toda América Latina y una de las obras estrella de la Reforma Procesal Penal en Chile. La estación en sí tiene la misma estructura de la estación Toesca, ubicada en una faja en trinchera que se traza al centro de la Autopista Central, con largos andenes y accesos mediante puentes. La estación posee una afluencia diaria promedio de 20 147 pasajeros.
En el entorno inmediato de la estación se ubican, además del mencionado Centro de Justicia de Santiago, la entrada sur al Parque O'Higgins, la Universidad Bernardo O'Higgins y el Estadio Militar.

### Accesos
| Acceso | Intersección                             |
| ------ | ---------------------------------------- |
| A      | Autopista Central con General Rondizzoni |

## Origen etimológico
Su nombre se debe a que se ubica justo en el cruce de la Autopista Central con la avenida Rondizzoni.
El 3 de junio de 1872, el intendente de Santiago Benjamín Vicuña Mackenna decreta asignar como nombres a las cuatro avenidas que limitan al Parque Cousiño los apellidos de cuatro extranjeros que tuvieron una participación destacada en la Independencia de Chile: al oriente estaría Benjamín Viel, al poniente sería Jorge Beauchef, al norte Guillermo de Vic Tupper y al sur estaría José de Rondizzoni. A éstas se le sumaría la Avenida Manuel Blanco Encalada ubicada una cuadra al norte de Tupper.
El mayor Giuseppe Rondizzoni era un distinguido militar italiano que había luchado en las Guerras Napoleónicas y que se unió a las tropas patriotas. Posteriormente, junto a Ramón Freire y Blanco Encalada, se uniría a la expedición que conquistó la Isla Grande de Chiloé en 1826, aunque en 1824 él y sus hombres se negaron a combatir en el combate de Mocopulli y por ello fracasó esa campaña.
Hasta 1997 la estación era llamada Rondizzoni-Famae y se simbolizaba anteriormente con un cañón, debido a la cercanía con las antiguas instalaciones de las Fábricas y Maestranzas del Ejército de Chile (FAMAE).

## Galería

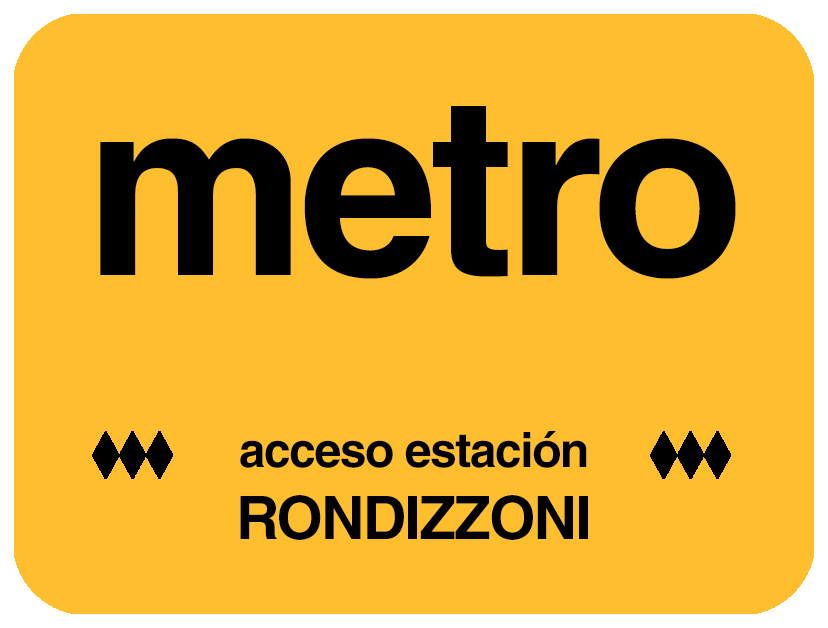
Letrero utilizado en los accesos a la estación hasta 1997.
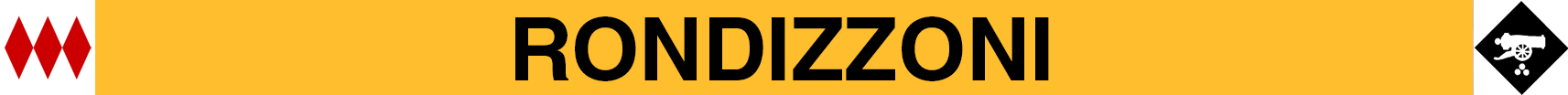
Cenefa antigua utilizada en los andenes.
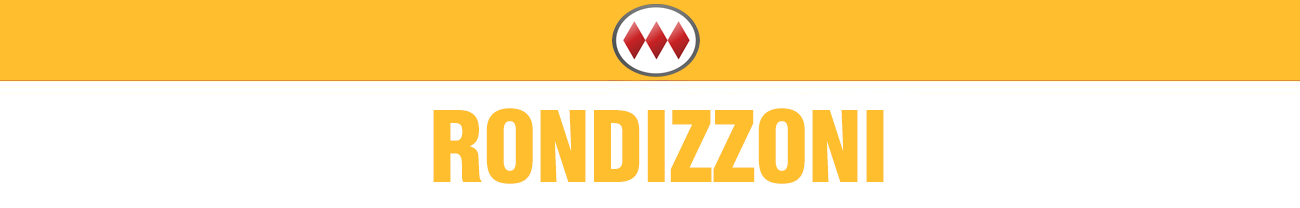
Cenefa utilizada actualmente en los andenes.

## Conexión con Red Metropolitana de Movilidad
La estación posee 4 paraderos de la Red Metropolitana de Movilidad en sus alrededores (sin la existencia del paradero 4), los cuales corresponden a:
| Paradero/ Código                    | Recorridos |
| ----------------------------------- | --- |
| Parada 1 / Metro Rondizzoni (PA38)  | 113 (Ciudad Satélite)* - 115 (Villa El Abrazo)* - 125 (Lo Espejo) - 302 (La Pintana) - 302n (La Pintana)                                                                     |
| Parada 2 / Metro Rondizzoni (PA18)  | 113 (Metro Los Héroes) - 115 (Metro Los Héroes) - 125 (Metro Universidad de Chile) - 302 (Metro Santa Ana) - 302n (Alameda) - H07 (Metro Lo Ovalle) - I01 (Villa Los Héroes) |
| Parada 3 / Metro Rondizzoni (PA671) | 511 (Peñalolén) - H07 (Metro Ñuble) - I01 (Hospital San Borja Arriarán) |
| Parada 5 / Metro Rondizzoni (PA633) | 113 (Ciudad Satélite) - 115 (Villa El Abrazo) |

(*) Solo tiene parada de lunes a viernes de 07:30 a 10:00 horas